# Putzi
Putzi es una ópera en un acto con música y libreto del compositor argentino Eduardo Alonso-Crespo basada libremente en hechos de la vida de Franz Liszt y con el mito de Fausto como trasfondo.

## Personajes
Los personajes de la ópera son cuatro: Putzi (apodo infantil del joven Franz Liszt, tenor), Nicolò Paganini (que resulta ser el Diablo, barítono), la Muerte (una soprano rolliza, de baja estatura y risiblemente maligna), y la Vida (una soprano delgada, alta y ridículamente ingenua). La obra incluye como opcionales una serie de personajes no cantados (normalmente interpretados por bailarines) que ofician de corte o acompañantes de las dos señoras: dos chevaliers servants de la Muerte y una aide de chambre de la Vida. Por último existe un personaje bailado también opcional que representa a María (la condesa Marie D’Agoult, amante de Franz Liszt).

## Génesis
La idea de crear una ópera basada en situaciones de la vida de Liszt nació en el año 1986 a instancias de Julio Lazarte cuando el Centro de Estudios Interdisciplinarios encargó al compositor la creación de una obra con motivo del centenario del fallecimiento de Franz Liszt para el Primer Festival de Verano de Buenos Aires que se llevó a cabo entre enero y marzo de 1987 en esa ciudad argentina. La ópera fue revisada y ampliada años más tarde hasta adquirir su versión definitiva.

## Título y Tema

Portada del programa de mano de las funciones de estreno de la ópera Putzi de Eduardo Alonso-Crespo (dibujos de Claudio Aprile).

El título de la obra hace referencia al apodo de Franz Liszt cuando niño. La ópera es una versión libre y en clave humorística del mito de Fausto, reflejando como en un juego de espejos una serie de gestos líricos de la tradición operística europea. Su tema central es la ambigüedad con la que los seres humanos enfrentan la dialéctica entre el bien y el mal en su vida cotidiana. Partiendo de hechos anecdóticos reales y ficticios de la vida del compositor húngaro Franz Liszt, la ópera reflexiona de manera satírica pero compasiva sobre la naturaleza humana y su relación con los valores éticos. El punto de partida es el hecho sabido de que Liszt tuvo una salud muy frágil durante la infancia, motivo que llevó a sus padres a convivir con un pequeño ataúd junto a su cama preparados para lo peor, no obstante lo cual la realidad resultó muy distinta: Liszt vivió una prolongada existencia considerando los estándares de la época, hecho que en la ópera se interpreta como un triunfo de la Vida.

## Música
El lenguaje musical de la ópera emplea los rasgos melódicos y armónicos frecuentes en la obra de Alonso-Crespo – un catálogo homogéneo estilísticamente hablando – que se basa en líneas claras y pregnantes, colores vivos y un delicado acento latinoamericano (aunque esta sea una obra más universalista que otras de su catálogo). Al mismo tiempo la obra teje una elaborada red de asociaciones en la que están presentes visitas a la música de Franz Liszt, Niccolò Paganini, Wolfgang Amadeus Mozart, Gioachino Rossini, Richard Strauss e Igor Stravisky (específicamente L’Histoire du Soldat, otra obra derivada del Fausto). El resultado es una ópera que puede ser leída como una ligera fábula sobre la Vida y la Muerte, y – en un nivel de lectura más profundo – como un elaborado juego de referencias de la tradición operística y una complaciente reflexión sobre el Bien y el Mal.

## Estreno
Putzi fue estrenada el 4 de agosto de 2004 en la Casa de la Cultura de Salta, Argentina. El elenco completo de las funciones de estreno es el siguiente:
Dirección musical: Eduardo Alonso-Crespo al frente de la Orquesta Sinfónica de Salta
Dirección escénica y coreografía: Claudio Aprile
Cantantes:
- Muerte: Myriam Molina (soprano)
- Vida: Cynthia Del Carril (soprano)
- Putzi (el joven Franz Liszt): Norberto Fernández (función del 4 de agosto) y Alejandro Alonso (función del 5 de agosto)
- Paganini (Diablo): Alfredo Tiseira

Bailarines:
- Chevaliers servants de la Muerte: Guillermo Rodríguez y Martina Nikolle Córdoba Ansardi
- Aide de chambre de la Vida: Paula González Castro
- María (la condesa Marie D’Agoult): Paula González Castro

Otros créditos técnicos:
- Diseño de vestuario y dibujos del programa de mano: Claudio Aprile
- Confección de vestuario: Leonor Méndez
- Asistente de producción: Virginia Arias

## Derivaciones
El compositor extrajo una breve suite para orquesta de la ópera bajo el título Mephisto. La misma emplea básicamente música de la segunda escena de la obra. Mephisto fue estrenada en Lisboa, Portugal, en enero de 1997 por la Orquesta Metropolitana de Lisboa dirigida por el compositor. Está grabada por la Cincinnati Chamber Orchestra dirigida por el autor para sello Ocean Records (Oberturas y Danzas de Óperas de Alonso-Crespo).